# Himna madridskog Reala
Himna madridskog Reala nosi naziv Hala Madrid. Skladana je tijekom vožnje vlakom iz Aranjueza u Madrid 1952. godine i od tada je službena himna.
Prvi put ju je izveo Jose de Aguilar u pratnji 32 glazbenika, od koji su neki bili članovi Španjolske nacionalne filharmonije.

## Tekst himne
Kompozitor je bio Luis Cisneros Galiane, a tekst su napisali: Luis Cisneros Galiane, Marine Garcia, Amora Farina i Antonio Villena Sanchez. Himna ima tip marša, a ovo je tekst himne na španjolskom:
De las glorias deportivas
que campean por España
va el Madrid con su bandera
limpia y blanca que no empaña

Club castizo y generoso,
todo nervio y corazón,
veteranos y noveles,
veteranos y noveles,
miran siempre tus laureles
con respeto y emoción

¡Hala Madrid!, ¡Hala Madrid!
Noble y bélico adalid,
caballero del honor.
¡Hala Madrid!, ¡Hala Madrid!
A triunfar en buena lid,
defendiendo tu color

¡Hala Madrid!, Hala Madrid!, Hala Madrid!
Enemigo en la contienda,
cuando pierde da la mano
sin envidias ni rencores,
como bueno y fiel hermano

## Himna za 100. godina
Za 100. godina kluba 2002. izvedena je nova, kraća himna. Pisac teksta i glazbe bio je poznati španjolski kompozitor José Canó, a pjesmu je na prepunom Bernabéuu izveo još poznatiji tenor Plácido Domingo, koji je deklarirani navijač ovog kluba. Dominga je na izvođenju pratilo 82 glazbenika. Evo teksta himne koja je izvedena za 100. godina kluba. Himna nosi naziv Himno del Centenario (Himna stoljeća).
Hala Madrid!
Hala Madrid!
Campo de estrellas
Donde crecí
Hala Madrid!
Juegas en verso
Que sepa el universo
Cómo juega en Madrid
Sale el Madrid a luchar
Sale el Madrid a ganar
Hala Madrid!
Hala Madrid!